# Телл, Марвелл
Марвелл Телл III (англ. Marvell Tell III, 2 августа 1996, Пасадина, Калифорния) — профессиональный американский футболист, выступающий на позиции сэйфти в клубе НФЛ «Индианаполис Колтс».

## Биография
Марвелл Телл родился 2 августа 1996 года в Пасадине. Учился в католической школе Креспи в Энсино, одном из районов Лос-Анджелеса. За школьную футбольную команду Телл играл на позициях сэйфти и ресивера. В 2014 году он принял участие в Матче всех звёзд школьных команд. После окончания школы Телл занимал шестое место в рейтинге сэйфти по версиям ESPN и Rivals.com, в рейтинге сайта 247Sports был третьим. В январе 2015 года он объявил о поступлении в Университет Южной Калифорнии.

### Любительская карьера
Выступления за команду университета Телл начал в сезоне 2015 года. Он сыграл в десяти матчах чемпионата на месте стронг сэйфти, две игры начал в стартовом составе. Четыре матча Марвелл пропустил из-за перелома ключицы. В 2016 году тренерский штаб перевёл его на место фри сэйфти, где он отыграл все тринадцать игр в стартовом составе. 
В сезоне 2017 года Телл отыграл четырнадцать матчей и по его итогам вошёл в сборную звёзд конференции Pac-12. Заключительный год в колледже он провёл в статусе одного из капитанов команды, но играл нестабильно и пропустил несколько игр.

#### Статистика выступлений в NCAA
| Сезон | Команда      | Игры | Захваты | Захваты | Захваты | Захваты | Захваты | Перехваты | Перехваты | Перехваты | Перехваты | Перехваты | Фамблы | Фамблы | Фамблы | Фамблы |
| Сезон | Команда      | Игры | Solo    | Ast     | Tot     | Loss    | Sk      | Int       | Yds       | Y/R       | TD        | PD        | FR     | Yds    | TD     | FF     |
| ----- | ------------ | ---- | ------- | ------- | ------- | ------- | ------- | --------- | --------- | --------- | --------- | --------- | ------ | ------ | ------ | ------ |
| 2015  | ЮСК Тродженс | 10   | 19      | 17      | 36      | 1,0     | 0,0     | 0         | 0         | 0,0       | 0         | 4         | 0      | 0      | 0      | 0      |
| 2016  | ЮСК Тродженс | 13   | 27      | 16      | 43      | 2,0     | 0,0     | 1         | 0         | 0,0       | 0         | 2         | 0      | 0      | 0      | 0      |
| 2017  | ЮСК Тродженс | 14   | 42      | 43      | 85      | 2,5     | 0,5     | 3         | 64        | 21,3      | 1         | 2         | 1      | 0      | 0      | 0      |
| 2018  | ЮСК Тродженс | 10   | 39      | 17      | 56      | 1,0     | 0,0     | 1         | -4        | -4,0      | 0         | 5         | 0      | 0      | 0      | 1      |
| Всего | Всего        | 47   | 127     | 93      | 220     | 6,5     | 0,5     | 5         | 60        | 12,0      | 1         | 13        | 1      | 0      | 0      | 1      |

### Профессиональная карьера
Сильными сторонами Телла перед выходом на драфт назывались его чутьё и подвижность, позволяющие ему осуществлять прикрытие по всей ширине поля и совершать перехваты и сбивать передачи. Главным недостатком называлась нехватка атлетизма и физической силы, приводящая к ошибкам при попытке захватить соперника с мячом. В пятом раунде драфта под общим 144 номером Телл был выбран «Индианаполисом». Он стал третьим задрафтованным в 2019 году выпускником университета Южной Калифорнии. В мае он подписал контракт с клубом.
По итогам сезона 2019 года Телл вошёл в число пятидесяти лучших новичков сезона по оценкам сайта Pro Football Focus. Он принял участие в тринадцати матчах команды, пропустил два тачдауна, но не допустил в них ни одной ошибки при захвате соперника.

#### Статистика выступлений в НФЛ

##### Регулярный чемпионат
| Сезон | Команда            | Игры | Захваты | Захваты | Захваты | Захваты | Захваты | Перехваты | Перехваты | Перехваты | Перехваты | Перехваты | Фамблы | Фамблы | Фамблы | Фамблы |
| Сезон | Команда            | Игры | Solo    | Ast     | Tot     | Loss    | Sk      | Int       | Yds       | Y/R       | TD        | PD        | FR     | Yds    | TD     | FF     |
| ----- | ------------------ | ---- | ------- | ------- | ------- | ------- | ------- | --------- | --------- | --------- | --------- | --------- | ------ | ------ | ------ | ------ |
| 2019  | Индианаполис Колтс | 13   | 23      | 3       | 26      | 0       | 0,0     | 0         | 0         | 0,0       | 0         | 5         | 0      | 0      | 0      | 1      |
| Всего | Всего              | 13   | 23      | 3       | 26      | 0       | 0,0     | 0         | 0         | 0,0       | 0         | 5         | 0      | 0      | 0      | 1      |